# 부산광역시립구덕도서관
부산광역시립구덕도서관은 부산광역시 서구 소재의 도서관이다.

## 연혁
- 1978. 01. 16 부산직할시립구덕도서관 설립
- 1978. 03. 10 초대 이성호 관장 취임
- 1978. 03. 28 구덕도서관 개관
- 1992. 01. 01 무료 입관제 실시
- 1992. 04. 01 도서관업무 전산화
- 1995. 01. 01 부산광역시립구덕도서관으로 명칭 변경(지방자치법 개정)
- 1996. 08. 27 종합자료실, 어린이실 설치
- 1998. 02. 03 건강자료 특성화 도서관 지정
- 1998. 12. 01 공공도서관 전산협력망 구축
- 1999. 08. 02 정원 휴게실 설치
- 2000. 03. 05 주차장 설치
- 2000. 09. 09 문화강좌실 설치
- 2000. 11. 25 평생학습관 지정
- 2001. 03. 02 홈페이지 개설 (http://www.guducklib.kr/ 보관됨 2014-04-03 - 웨이백 머신)
- 2001. 04. 02 장애인 편의시설 설치
- 2002. 03. 15 제34회 한국도서관상 수상
- 2003. 06. 02 디지털자료실 설치
- 2004. 06. 01 평생학습마을(유진대림아파트) 개소
- 2007. 11. 01 평생학습마을(부민 e-편한세상아파트) 이전 개소
- 2008. 03. 01 부산공공도서관 통합서비스시스템 운영
- 2009. 05. 06 공공도서관 개관시간 연장 시행
- 2009. 07. 15 자동무인대출반납시스템 도입
- 2011. 01. 01 어린이자료실 이용시간 연장 시행